# Гидрофильтр
Гидрофильтр (лат. Hydro – «вода, водный, водяной» Filtrum – «ткань, фильтр») воздухо- или пылеочистной агрегат, в котором процесс гидрофильтрации среды происходит с применением воды. Такие агрегаты мокрой очистки применяются в химическом производстве, нефтегазовой сфере, производстве сыпучих стройматериалов, пищевом производстве, хлебозаводах, фабриках и в других отраслях промышленности, а так же в бытовой сфере и сфере услуг при использовании твердого топлива (угольные и дровяные мангалы, тандыры, барбекю и т. д.).

## Разновидности гидрофильтров
По принципу работы гидрофильтры подразделяются на аппараты для мокрого пылеулавливания с водяным фильтром, гидродинамические пылеуловители пенно-барботажного типа, устройства типа скруббер Вентури, промышленные Циклоны с водяным фильтром, насадочные гидрофильтры (с применением металлических, сплавных или неметаллических насадочных элементов типа кольца Рашига, кольца Палля, седла инталокс, сетчатые трубки, хорды, полухорды), гидрофильтры для дыма на базе скруббера с кипящей шаровой насадкой.

## Области применения

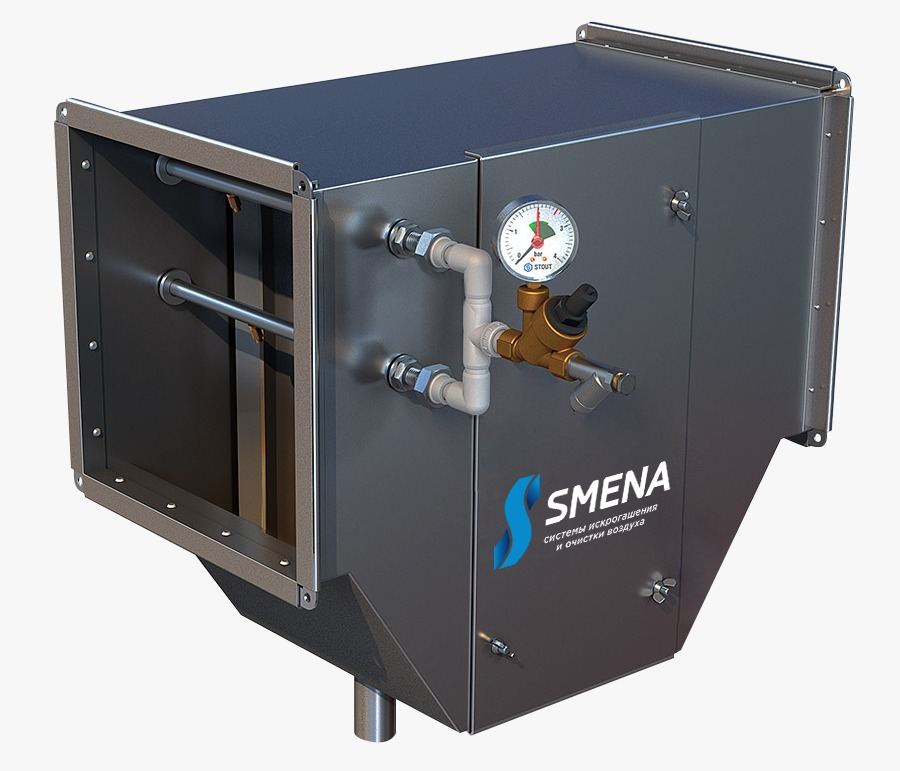
Гидрофильтр марки SMENA

Гидрофильтры имеют широкий спектр применения как в промышленном производстве, сфере обслуживания, так и в быту. Основными  функциями гидрофильтров являются:
- пылеулавливание;
- защита системы вентиляции от попадания искр;
- очистка дымовых газов;
- очистка воздуха от масляного тумана, органических примесей, пыли металлов и других взвешенных частиц;
- очистка воздуха от газов высокой реактивности, паров кислот и щелочей, растворителей, альдегидов, спиртов, галогенов;
- очистка выбросов от гальванических ванн;
- поглощение азотнокислых паров;

## Классификация оборудования
Выпускаемая продукция для очистки окружающей среды классифицируется по климатическому исполнению (ГОСТ 15150-69), соответствию пропускной способности (ГОСТ 17.2.4.06-90, ГОСТ Р 50820-95), электробезопасности (ГОСТ 12.2.007.0-75), классу защиты применяемого материала (ГОСТ 14254-96).